# Redwashing

Rood is historisch gezien een kleur die geassocieerd wordt met verschillende stromingen binnen de linkse politiek.

Redwashing (van het Engels, red rood en whitewash voor witwassen of verbergen) is een vorm van propaganda waarbij linkse retoriek op bedrieglijke wijze wordt gebruikt om de perceptie te bevorderen dat een organisatie, bedrijf of persoon betrokken is bij sociale gelijkheid.
Dit is een veelvoorkomende praktijk onder rechtse, centrum of liberale politieke partijen tijdens openbare evenementen, met name tijdens verkiezingsperiodes. In hun toespraken beweren ze de gelijkheid te ondersteunen, bijvoorbeeld door marktregulering te steunen, armoedebestrijding te bevorderen of gelijke kansen voor alle burgers te verdedigen. Echter, eenmaal aan de macht bevorderen ze juist grotere sociale ongelijkheid.
Soms wordt de term "redwashing" ook gebruikt om de praktijk te beschrijven waarbij een bepaalde organisatie of politieke partij die daadwerkelijk sociale gelijkheid nastreeft, wordt gedemoniseerd. In dergelijke gevallen wordt geprobeerd het discours van deze groepen te delegitimeren door het als extremistisch of verouderd te presenteren, met als doel de indruk te wekken dat het een gevaarlijke linkse ideologie is voor de samenleving, in tegenstelling tot een ander idee dat als redelijker wordt gepresenteerd.